# Liste der Nummer-eins-Hits in Norwegen (2016)
Diese Liste der Nummer-eins-Hits basiert auf der offiziellen norwegischen VG-Lista (Top 40 Singles und Alben) im Jahr 2016, veröffentlicht durch IFPI Norwegen.

## Singles
| ← 2015 ← | Liste der Nummer-eins-Hits in Norwegen | Liste der Nummer-eins-Hits in Norwegen | Liste der Nummer-eins-Hits in Norwegen | 2017 →                                                                             |
| \| Zeitraum \| Wo. ges. \| Interpret \| Titel Autor(en) \| Zusätzliche Informationen \| \| (Zeitraum, Wochen auf Platz eins, Interpret, Titel, Autor[en], zusätzliche Informationen) \| \| \| \| \| \| ----------------------------------------------------------------------------------------- \| -------- \| -------------------------------------- \| ----------------------------------------------------------------------------------------------------------------------------------------------------------------------------------------- \| ---------------------------------------------------------------------------------- \| \| 51. Woche 2015 – 11. Woche 2016 14 Wochen \| 14 \| Alan Walker \| Faded Anders Froen, Gunnar Greve Pettersen, Alan Walker, Jesper Borgen \| – \| \| 12.–16. Woche 5 Wochen \| 5 \| Kygo & Labrinth \| Fragile Kyrre Gørvell-Dahll, Timothy McKenzie, Jimmy Messer \| Für Kygo ist Fragile bereits der fünfte Nummer-eins-Hit in seiner Heimat Norwegen. \| \| 17. Woche 1 Woche \| 1 \| Galantis \| No Money Phillip Hurtt, Digital Farm Animals, Bully Songs \| – \| \| 18.–19. Woche 2 Wochen \| 2 \| Katastrofe \| Sangen du hater \| – \| \| 20. Woche 1 Woche \| 1 \| Drake feat. WizKid & Kyla \| One Dance Aubrey Graham, Paul Jefferies, Noah Shebib, Ayodeji Balogun, Errol Reid, Kyla Reid \| – \| \| 21. Woche 1 Woche \| 1 \| Marcus & Martinus feat. Madcon \| Girls \| – \| \| 22.–23. Woche 2 Wochen \| 2 \| Freddy Kalas \| Jovial \| – \| \| 24.–27. Woche 4 Wochen \| 4 \| Alan Walker \| Sing Me to Sleep Tommy La Verdi, Anders Froen, Alan Walker, Jesper Borgen, Gunnar Greve, Iselin Solheim, Magnus Bertelsen \| – \| \| 28.–29. Woche 2 Wochen \| 2 \| Julie Bergan \| Arigato Joakim Haukaas, Julie Bergan \| – \| \| 30.–33. Woche 4 Wochen \| 4 \| Major Lazer feat. Justin Bieber and Mø \| Cold Water Ed Sheeran, Benjamin Levin, Karen Marie Ørsted, Thomas Pentz, Justin Bieber, Jamie Scott, Philip Meckseper, Henry Allen \| – \| \| 34.–36. Woche 3 Wochen \| 3 \| DJ Snake feat. Justin Bieber \| Let Me Love You Louis Bell, Justin Bieber, Lumidee Cedeño, William Grigahcine, Stany Kibulu, Brian Lee, Steven Marsden, Teddy Mendez, Edwin Perez, Austin Roser, Ali Tamposi, Andrew Watt \| – \| \| 37.–39. Woche 3 Wochen \| 3 \| The Chainsmokers feat. Halsey \| Closer Andrew Taggart, Shaun Frank, Frederic Kennett, Ashley Frangipane, Alex Pall \| – \| \| 40.–48. Woche 9 Wochen \| 9 \| The Weeknd feat. Daft Punk \| Starboy Abel Tesfaye, Guy-Manuel de Homem-Christo, Thomas Bangalter, Martin McKinney, Henry Walter \| – \| \| 49. Woche 2016 – 1. Woche 2017 5 Wochen \| 5 \| Alan Walker \| Alone Alan Olav Walker, Jesper Borgen, Jonnali Mikaela Parmenius, Anders Froen, Gunnar Greve \| – \| |                                        |                                        | |                                                                                    |
| ← 2015 |                                        |                                        | | → 2017 →                                                                           |
| Zeitraum | Wo. ges.                               | Interpret                              | Titel Autor(en) | Zusätzliche Informationen                                                          |
| (Zeitraum, Wochen auf Platz eins, Interpret, Titel, Autor[en], zusätzliche Informationen) |                                        |                                        | |                                                                                    |
| 51. Woche 2015 – 11. Woche 2016 14 Wochen | 14                                     | Alan Walker                            | Faded Anders Froen, Gunnar Greve Pettersen, Alan Walker, Jesper Borgen | –                                                                                  |
| 12.–16. Woche 5 Wochen | 5                                      | Kygo & Labrinth                        | Fragile Kyrre Gørvell-Dahll, Timothy McKenzie, Jimmy Messer | Für Kygo ist Fragile bereits der fünfte Nummer-eins-Hit in seiner Heimat Norwegen. |
| 17. Woche 1 Woche | 1                                      | Galantis                               | No Money Phillip Hurtt, Digital Farm Animals, Bully Songs | –                                                                                  |
| 18.–19. Woche 2 Wochen | 2                                      | Katastrofe                             | Sangen du hater | –                                                                                  |
| 20. Woche 1 Woche | 1                                      | Drake feat. WizKid & Kyla              | One Dance Aubrey Graham, Paul Jefferies, Noah Shebib, Ayodeji Balogun, Errol Reid, Kyla Reid                                                                                              | –                                                                                  |
| 21. Woche 1 Woche | 1                                      | Marcus & Martinus feat. Madcon         | Girls | –                                                                                  |
| 22.–23. Woche 2 Wochen | 2                                      | Freddy Kalas                           | Jovial | –                                                                                  |
| 24.–27. Woche 4 Wochen | 4                                      | Alan Walker                            | Sing Me to Sleep Tommy La Verdi, Anders Froen, Alan Walker, Jesper Borgen, Gunnar Greve, Iselin Solheim, Magnus Bertelsen                                                                 | –                                                                                  |
| 28.–29. Woche 2 Wochen | 2                                      | Julie Bergan                           | Arigato Joakim Haukaas, Julie Bergan | –                                                                                  |
| 30.–33. Woche 4 Wochen | 4                                      | Major Lazer feat. Justin Bieber and Mø | Cold Water Ed Sheeran, Benjamin Levin, Karen Marie Ørsted, Thomas Pentz, Justin Bieber, Jamie Scott, Philip Meckseper, Henry Allen                                                        | –                                                                                  |
| 34.–36. Woche 3 Wochen | 3                                      | DJ Snake feat. Justin Bieber           | Let Me Love You Louis Bell, Justin Bieber, Lumidee Cedeño, William Grigahcine, Stany Kibulu, Brian Lee, Steven Marsden, Teddy Mendez, Edwin Perez, Austin Roser, Ali Tamposi, Andrew Watt | –                                                                                  |
| 37.–39. Woche 3 Wochen | 3                                      | The Chainsmokers feat. Halsey          | Closer Andrew Taggart, Shaun Frank, Frederic Kennett, Ashley Frangipane, Alex Pall | –                                                                                  |
| 40.–48. Woche 9 Wochen | 9                                      | The Weeknd feat. Daft Punk             | Starboy Abel Tesfaye, Guy-Manuel de Homem-Christo, Thomas Bangalter, Martin McKinney, Henry Walter                                                                                        | –                                                                                  |
| 49. Woche 2016 – 1. Woche 2017 5 Wochen | 5                                      | Alan Walker                            | Alone Alan Olav Walker, Jesper Borgen, Jonnali Mikaela Parmenius, Anders Froen, Gunnar Greve                                                                                              | –                                                                                  |

## Alben
| ← 2015 ← | Liste der Nummer-eins-Hits in Norwegen | Liste der Nummer-eins-Hits in Norwegen | Liste der Nummer-eins-Hits in Norwegen | 2017 →                    |
| \| Zeitraum \| Wo. ges. \| Interpret \| Titel \| Zusätzliche Informationen \| \| (Zeitraum, Wochen auf Platz eins, Interpret, Titel, zusätzliche Informationen) \| \| \| \| \| \| ------------------------------------------------------------------------------ \| -------- \| --------------------------- \| -------------------------------------- \| ------------------------- \| \| 51. Woche 2015 – 1. Woche 2016 4 Wochen (insgesamt 7) \| 7 \| Adele \| 25 \| – \| \| 2. Woche 1 Woche (insgesamt 2) \| 2 \| Justin Bieber \| Purpose \| – \| \| 3.–4. Woche 2 Wochen \| 2 \| David Bowie \| Blackstar \| – \| \| 5. Woche 1 Woche \| 1 \| Sivert Høyem \| Lioness \| – \| \| 6.–9. Woche 4 Wochen \| 4 \| Rihanna \| Anti \| – \| \| 10. Woche 1 Woche (insgesamt 3) \| 3 \| Sia \| This Is Acting \| – \| \| 11.–12. Woche 2 Wochen \| 2 \| Aurora \| All My Demons Greeting Me as a Friend \| – \| \| 13. Woche 1 Woche \| 1 \| Zayn \| Mind of Mine \| – \| \| 14.–16. Woche 3 Wochen \| 3 \| Kanye West \| The Life of Pablo \| – \| \| 17. Woche 1 Woche \| 1 \| Beyoncé \| Lemonade \| – \| \| 18. Woche 1 Woche (insgesamt 7) \| 7 \| Adele \| 25 \| – \| \| 19. Woche 1 Woche \| 1 \| Radiohead \| A Moon Shaped Pool \| – \| \| 20. Woche 1 Woche \| 1 \| Kygo \| Cloud Nine \| – \| \| 21. Woche 1 Woche \| 1 \| Highasakite \| Camp Echo \| – \| \| 22.–33. Woche 12 Wochen (insgesamt 13) \| 13 \| Drake \| Views \| – \| \| 34.–35. Woche 2 Wochen \| 2 \| Frank Ocean \| Blonde \| – \| \| 36. Woche 1 Woche (insgesamt 13) \| 13 \| Drake \| Views \| – \| \| 37. Woche 1 Woche \| 1 \| Nick Cave and the Bad Seeds \| Skeleton Tree \| – \| \| 38. Woche 1 Woche \| 1 \| Ariana Grande \| Dangerous Woman \| – \| \| 39.–41. Woche 3 Wochen \| 3 \| Shawn Mendes \| Illuminate \| – \| \| 42. Woche 1 Woche \| 1 \| Hellbillies \| Søvnlaus \| – \| \| 43. Woche 1 Woche (insgesamt 2) \| 2 \| Leonard Cohen \| You Want It Darker \| – \| \| 44. Woche 1 Woche (insgesamt 3) \| 3 \| Sia \| This Is Acting \| – \| \| 45. Woche 1 Woche \| 1 \| Marcus & Martinus \| Together \| – \| \| 46. Woche 1 Woche (insgesamt 2) \| 2 \| Leonard Cohen \| You Want It Darker \| – \| \| 47. Woche 1 Woche \| 1 \| Metallica \| Hardwired…to Self-Destruct \| – \| \| 48. Woche 1 Woche (insgesamt 2) \| 2 \| The Weeknd \| Starboy \| – \| \| 49. Woche 1 Woche \| 1 \| The Rolling Stones \| Blue & Lonesome \| – \| \| 50. Woche 1 Woche (insgesamt 2) \| 2 \| The Weeknd \| Starboy \| – \| \| 51.–52. Woche 2 Wochen (insgesamt 29) \| 29 \| Kurt Nilsen & KORK \| Have Yourself a Merry Little Christmas \| – \| |                                        |                                        |                                        |                           |
| ← 2015 |                                        |                                        |                                        | → 2017 →                  |
| Zeitraum | Wo. ges.                               | Interpret                              | Titel                                  | Zusätzliche Informationen |
| (Zeitraum, Wochen auf Platz eins, Interpret, Titel, zusätzliche Informationen) |                                        |                                        |                                        |                           |
| 51. Woche 2015 – 1. Woche 2016 4 Wochen (insgesamt 7) | 7                                      | Adele                                  | 25                                     | –                         |
| 2. Woche 1 Woche (insgesamt 2) | 2                                      | Justin Bieber                          | Purpose                                | –                         |
| 3.–4. Woche 2 Wochen | 2                                      | David Bowie                            | Blackstar                              | –                         |
| 5. Woche 1 Woche | 1                                      | Sivert Høyem                           | Lioness                                | –                         |
| 6.–9. Woche 4 Wochen | 4                                      | Rihanna                                | Anti                                   | –                         |
| 10. Woche 1 Woche (insgesamt 3) | 3                                      | Sia                                    | This Is Acting                         | –                         |
| 11.–12. Woche 2 Wochen | 2                                      | Aurora                                 | All My Demons Greeting Me as a Friend  | –                         |
| 13. Woche 1 Woche | 1                                      | Zayn                                   | Mind of Mine                           | –                         |
| 14.–16. Woche 3 Wochen | 3                                      | Kanye West                             | The Life of Pablo                      | –                         |
| 17. Woche 1 Woche | 1                                      | Beyoncé                                | Lemonade                               | –                         |
| 18. Woche 1 Woche (insgesamt 7) | 7                                      | Adele                                  | 25                                     | –                         |
| 19. Woche 1 Woche | 1                                      | Radiohead                              | A Moon Shaped Pool                     | –                         |
| 20. Woche 1 Woche | 1                                      | Kygo                                   | Cloud Nine                             | –                         |
| 21. Woche 1 Woche | 1                                      | Highasakite                            | Camp Echo                              | –                         |
| 22.–33. Woche 12 Wochen (insgesamt 13) | 13                                     | Drake                                  | Views                                  | –                         |
| 34.–35. Woche 2 Wochen | 2                                      | Frank Ocean                            | Blonde                                 | –                         |
| 36. Woche 1 Woche (insgesamt 13) | 13                                     | Drake                                  | Views                                  | –                         |
| 37. Woche 1 Woche | 1                                      | Nick Cave and the Bad Seeds            | Skeleton Tree                          | –                         |
| 38. Woche 1 Woche | 1                                      | Ariana Grande                          | Dangerous Woman                        | –                         |
| 39.–41. Woche 3 Wochen | 3                                      | Shawn Mendes                           | Illuminate                             | –                         |
| 42. Woche 1 Woche | 1                                      | Hellbillies                            | Søvnlaus                               | –                         |
| 43. Woche 1 Woche (insgesamt 2) | 2                                      | Leonard Cohen                          | You Want It Darker                     | –                         |
| 44. Woche 1 Woche (insgesamt 3) | 3                                      | Sia                                    | This Is Acting                         | –                         |
| 45. Woche 1 Woche | 1                                      | Marcus & Martinus                      | Together                               | –                         |
| 46. Woche 1 Woche (insgesamt 2) | 2                                      | Leonard Cohen                          | You Want It Darker                     | –                         |
| 47. Woche 1 Woche | 1                                      | Metallica                              | Hardwired…to Self-Destruct             | –                         |
| 48. Woche 1 Woche (insgesamt 2) | 2                                      | The Weeknd                             | Starboy                                | –                         |
| 49. Woche 1 Woche | 1                                      | The Rolling Stones                     | Blue & Lonesome                        | –                         |
| 50. Woche 1 Woche (insgesamt 2) | 2                                      | The Weeknd                             | Starboy                                | –                         |
| 51.–52. Woche 2 Wochen (insgesamt 29) | 29                                     | Kurt Nilsen & KORK                     | Have Yourself a Merry Little Christmas | –                         |